# Lufeng, Fujian
Lufeng (kinesiska: 庐丰) är en socken i sydöstra Kina. Den ligger i Shanghang härad i staden Longyan i provinsen Fujian,  omkring 310 kilometer sydväst om provinshuvudstaden Fuzhou. Antalet invånare är 17 152. Befolkningen består av 8 980 kvinnor och 8 172 män. Barn under 15 år utgör 17,0 %, vuxna 15-64 år 66 %, och äldre över 65 år 16,0 %. Lufeng är en etnisk minoritetssocken för shefolket.